# Mäntysaari (ö i Kinnula)
Mäntysaari är en ö i Finland. Den ligger i sjön Kivijärvi och i kommunen Kinnula i den ekonomiska regionen  Saarijärvi-Viitasaari och landskapet Mellersta Finland, i den centrala delen av landet, 300 km norr om huvudstaden Helsingfors. Öns area är 5,7 hektar och dess största längd är 330 meter i nord-sydlig riktning.